# 伊尔茨塔尔
伊尔茨塔尔是奥地利施蒂利亚州魏茨县的一个市镇。总面积16.03平方公里，总人口1719人，人口密度107.2人/平方公里（2005年）。